# Бад-Фильбель
Бад-Фильбель (нем. Bad Vilbel) — город в Германии, в земле Гессен. Подчинён административному округу Фридберг. Входит в состав района Веттерау. Население составляет 31 822 человека (на 31 декабря 2010 года). Занимает площадь 25,65 км². Официальный код — 06 4 40 003.
Город подразделяется на 5 городских районов.

## Фотографии

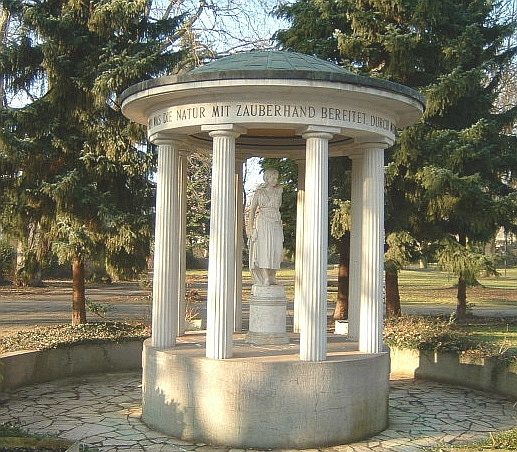
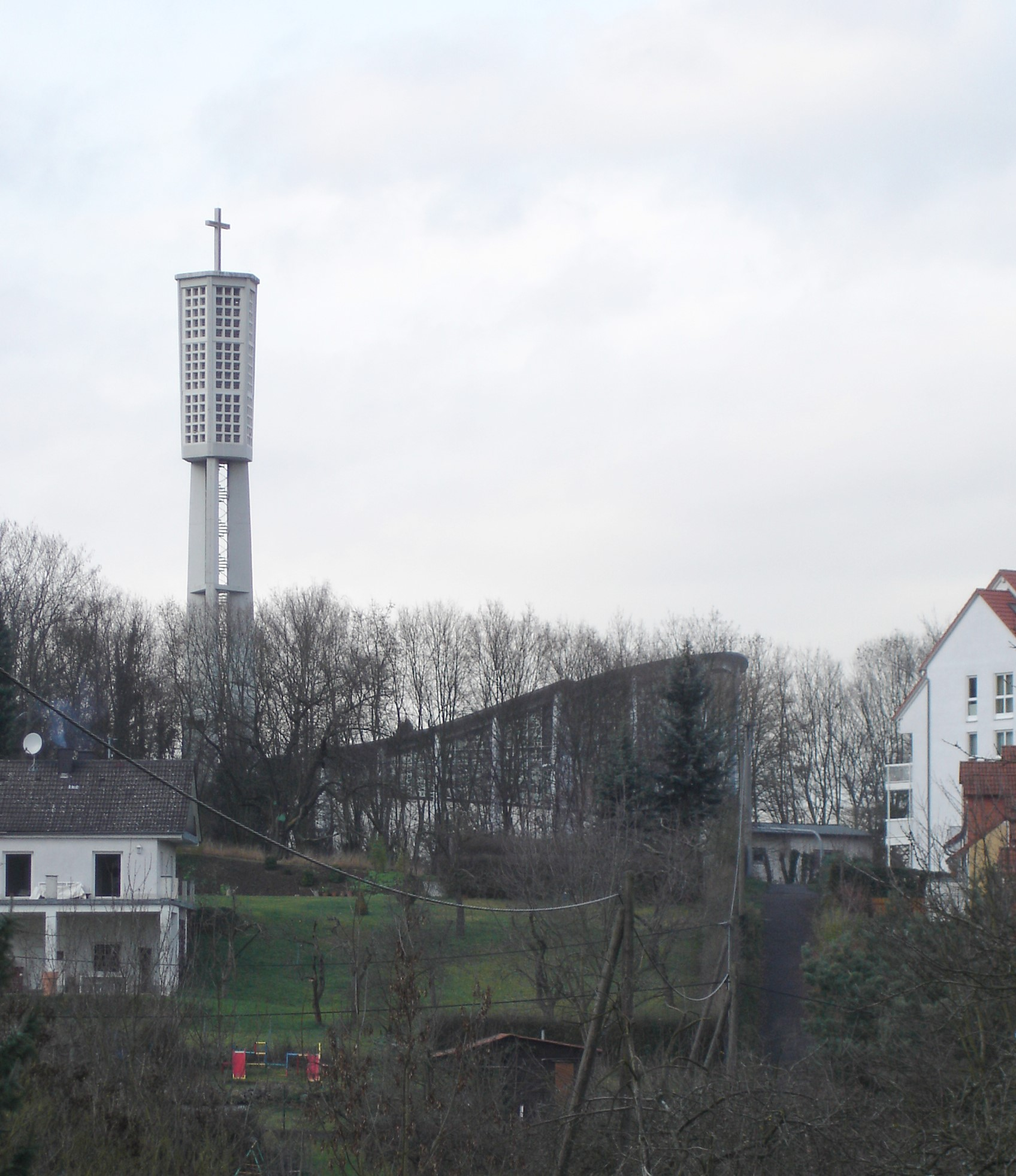
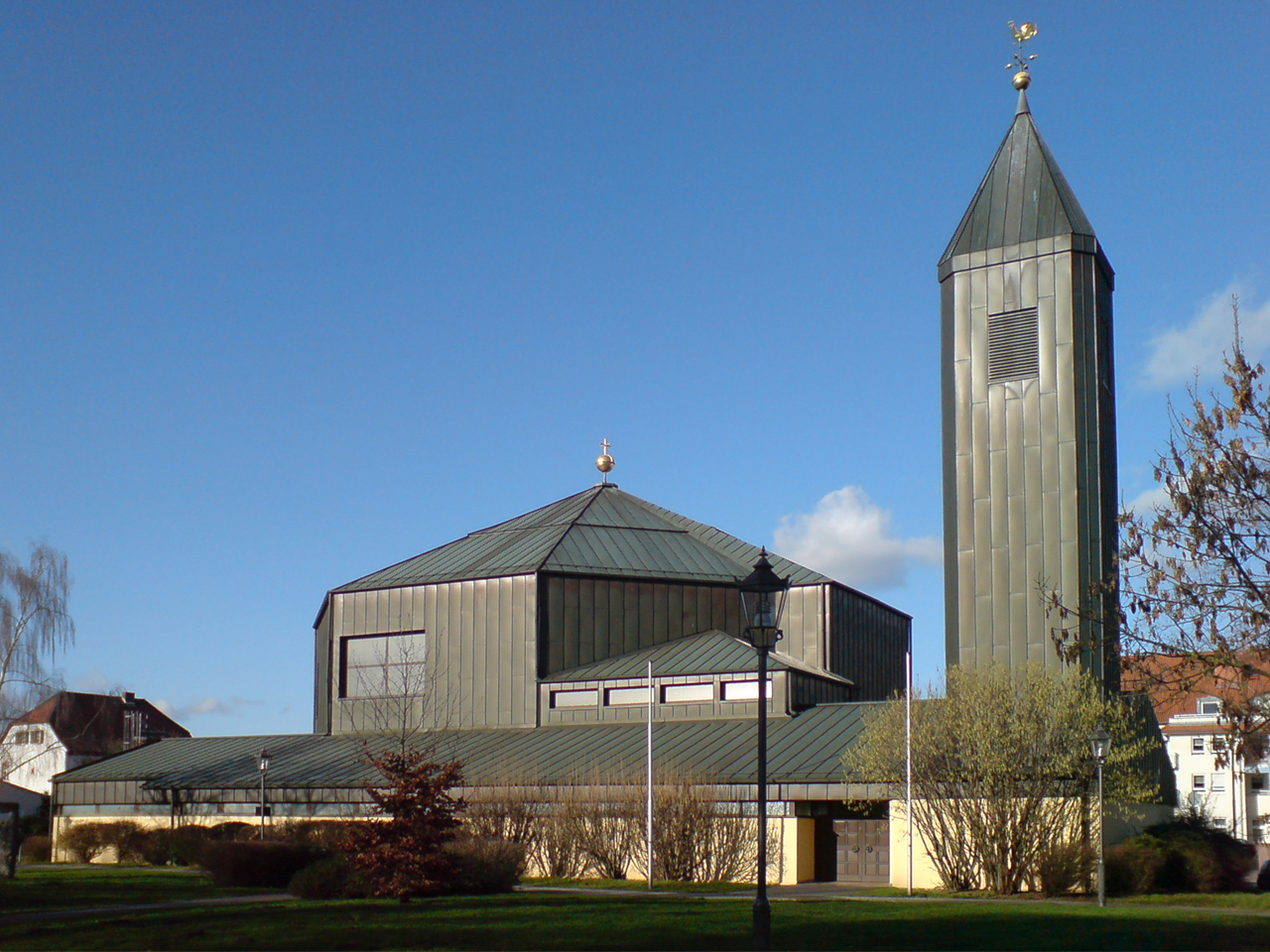